# Двенадцать девушек и один мужчина
«Двенадцать девушек и один мужчина» (нем. Zwölf Mädchen und ein Mann) — цветной австрийский фильм 1959 года режиссёра Ханса Квеста в жанре криминальной комедии. Переработка чёрно-белого телефильма ФРГ «Гангстер из Валенсии» (Die Gangster von Valence) 1957 года по литературному сценарию Вольфганга Эберта.
Один из весьма немногих западных фильмов, допущенных в прокат на территории СССР в 1950-х и начале 1960-х. В результате обрёл в СССР широчайшую популярность, несравнимую с прокатом в Западной Европе, где был вскоре забыт. Такая популярность фильма, в котором «в приукрашенном свете показывается буржуазный образ жизни», а также проникнутого «неприемлемыми для нас идеями» даже стала предметом закрытого обсуждения Идеологической комиссии ЦК КПСС по итогам 1960 года.
На мелодию Франца Гроте к песне «Уау» из фильма Юрий Визбор написал слова песни «Слаломисты», в которой действие перенесено из Альп в горы Кавказа.

## Сюжет
На вымышленном горнолыжном курорте Оберхиммельбрюнн в Альпах произошло ограбление. Расследование ведёт посланный из центра молодой полицейский Флориан Талер (Тони Зайлер), который для конспирации представляется как прибывший в двухнедельный отпуск любитель лыж. Расследование идёт трудно, так как на пути Флориана не менее дюжины красивых и молодых лыжниц, которыми он интересуется больше, чем собственно преступлением. Впрочем, и преступления пока не было: кражу инсценировал местный полицейский, чтобы предотвратить закрытие за ненужностью полицейского участка в Оберхиммельбрюнне.